# ホムス
ホムス（Homs、アラビア語: حمص、Ḥimṣ, ヒムス/フムス）は、シリア（シリア・アラブ共和国）西部にある都市で、ホムス県の県都である。地中海から若干離れた内陸にあり、海抜はおよそ450メートル、オロンテス川沿いにある。現在の人口は65万人という見積もりから120万人という見積もりまで様々である。
シリアの二大都市、ダマスカスとアレッポの中間に位置し、ダマスカスからは北へ160キロメートル、アレッポからは南に190キロメートル。シリア第三の大都市であり、またタルトゥースなど地中海沿岸都市とダマスカスやアレッポなど内陸の都市を結ぶ結節点でもある。ホムスの西側には、地中海沿いに伸びるレバノン山脈が途切れヌサイリーヤ山脈が始まる大きな峠（Homs Gap）があり、この峠が古くから地中海側とオロンテス川流域・メソポタミア方面を結ぶ交易上・軍事上の重要な道となってきた。ホムスは古代から、この峠の東の入口を扼し地中海へとつながる拠点都市である。
古代ローマ時代はエメサ（Emesa）の名で知られた重要都市であったため多くの遺跡が残るほか、十字軍の拠点だったクラック・デ・シュヴァリエが近郊にあり、ホムスと地中海側のトリポリとをつなぐ峠を見張るように建てられている。イスラム初期の正統カリフ時代の武将、ハーリド・イブン＝アル＝ワリードの墓所もある。

## 歴史
シリアとイギリスの合同でホムス城塞の発掘が行われたが、丘の南東側のふもとで、岩床のちょうど上から陶器が発掘された。これは紀元前2300年ごろの集落の存在を示すものだが、調査地が狭く、深い穴が安全に掘れないため、これ以上の深さへの発掘調査はできなかった。ホムスの西に広がるホムス湖はオロンテス川をダムでせき止めた湖で、紀元前1300年ごろのダムをそのまま使っており、現存する世界最古のダムの一つである。
都市としてのホムスの、セレウコス朝以前の歴史ははっきりせず、アレクサンドロス大王の死の直後ごろの記録にようやく登場する。ヘメサ（Hemesa）と呼ばれた古代のホムスは、付近の大都市アパメアの管轄下にあり、太陽神エル・ガバル（El-Gabal）のための大きな神殿があった。エル・ガバルはギリシャの太陽神ヘーリオスがシリアで土着化しアラム語で呼ばれたもので（エールは「神」、ガバルは「山」でヘブライ語の gevul・アラビア語の jebel に相当する）、ローマ皇帝ヘリオガバルス（218年即位）もこの大神殿の司祭であった。当時のシリアではヘレニズム文化が栄えていたが、一方でヘメサ周辺では地元民の言語であるアラム語が話されていた。ヘメサは地元民への影響力の大きな宗教都市で、そのためセレウコス朝は軍事都市アパメアからヘメサを威圧していた。

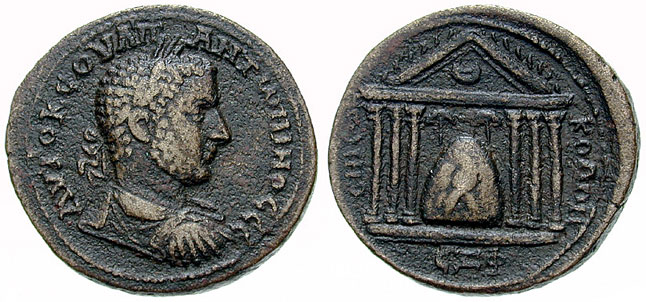
3世紀の軍人、ウラニウス・アントニヌスが作らせた銅貨。コインの裏にはエメサの太陽神エル・ガバルの神殿と「聖なる石」が彫られている

エル・ガバルの神殿の司祭でありヘメサ（エメサ）の首長でもあったアラム人のサムプシケラムス（Sampsiceramus、またはシャムサルケラム Shams'alkeram）は紀元前64年、共和政ローマの軍人ポンペイウスの指示でセレウコス朝末期の君主アンティオコス13世を捕えて殺し、セレウコス朝を滅亡へ追いやった。この後、エル・ガバル（エラガバルス Elagabalus、あるいはヘリオガバルス Heliogabalus）の神殿の司祭が都市も治めるという、世襲の祭司王による王朝がローマ帝国支配下で代々続いてゆく。ローマ皇帝となったマルクス・アウレリウス・アントニウス（ヘリオガバルスの名で知られている）はエメサで生まれ、エル・ガバル（ヘリオガバルス）の司祭を世襲し、従兄（とされる）カラカラの跡を継いで218年に皇帝に即位し、ヘリオガバルスをローマの最高神と定め、エメサから持ってきた聖なる石をローマに置いた。また270年に即位したローマ皇帝アウレリアヌスは、女王ゼノビアがパルミラを首都としてローマから分離させたパルミラ帝国を討伐するためエメサに陣を構えた。エメサはカラカラ帝の時代に「コロニア」（Colonia、元来はローマが征服地に置いた前哨であったが、後に都市に与えられる最高の格となった）となり、ポエニキア・リバネシア（Phoenicia Libanesia）の中心となった。
ローマ帝国が395年に東西に分かれると、エメサは東ローマ帝国の領土となったが、636年に正統カリフが支配するイスラム国家が陥落させ、エメサはホムス（ヒムシュ）へと改名した。この時に大量に移住したイエメンからのアラブ人が、ホムスの言語や文化を次第にアラブ化させてゆく。ホムスは正統カリフ、およびウマイヤ朝のもとで行政・軍事の中心地となったが、ウマイヤ朝崩壊とともにその重要性は次第に失われ、さらに12世紀の2回の大地震（1157年と1170年）で破壊され衰退した。ウマイヤ朝以後、ホムスはアッバース朝・ハムダーン朝・ファーティマ朝・セルジューク朝・ブーリー朝・アイユーブ朝・マムルーク朝が次々と支配した。10世紀には東ローマ帝国とハムダーン朝が何度も争奪した。十字軍はホムスを落とすことはできなかったがすぐ近くに要塞クラック・デ・シュヴァリエを築き、ホムスを圧迫した。モンゴル帝国も1260年にホムスを攻略し破壊したが、マムルーク朝により追放された。

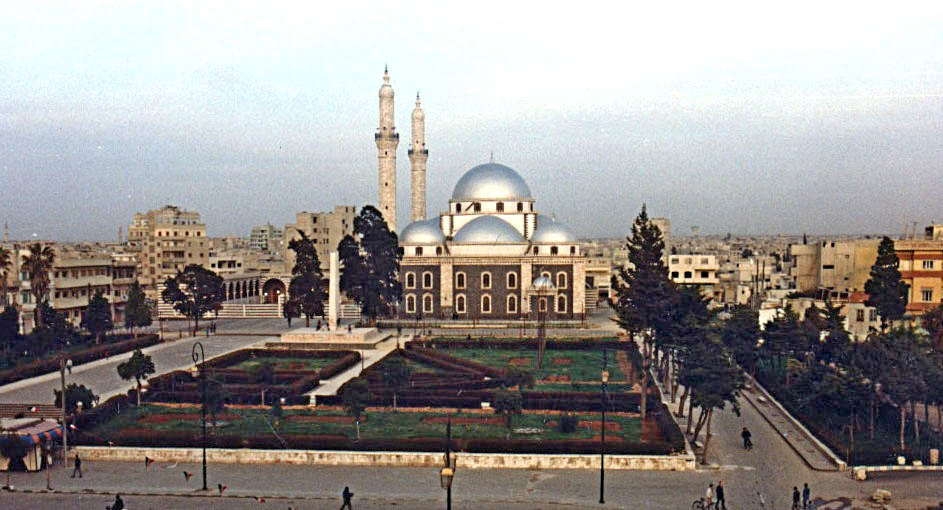
オスマン帝国時代に建築されたハーリド・イブン＝アル＝ワリード・モスク

1516年、オスマン帝国がシリアを征服すると、ホムスは州都ダマスカスの管轄下の県 (sanjak) の中心になった。オスマン帝国統治下のホムスは養蚕業や織物業を営む人口数千人の小さな町だった。ハーシム家の血筋を引くアターシー家（Atassi、アタシ家）が16世紀以来政治的・宗教的に高い地位にあり、ホムスのムフティー（イスラム法の法官）、ホムス市長、オスマン帝国やシリアの国会議員、シリア大統領などを輩出している。
第一次世界大戦でオスマン帝国が解体した後はフランス委任統治領シリア、次いで独立国シリアの一部となり、周囲の農業地帯の中心地として、また交通の中心として栄えた。ホムスの近くにある古都でライバル都市のハマーは、1982年にハーフィズ・アル＝アサド大統領がハマーに拠点を置くムスリム同胞団に総攻撃を加えた際に戦闘で大打撃を受け（ハマー虐殺）、その間にホムスが経済的に優位に立った。しかしホムスがこの間に戦禍を受けなかったわけではなく、1973年の第四次中東戦争ではイスラエルがホムスの精油所に爆撃を行っている。また1982年のムスリム同胞団の反乱の際に、ホムスにいる団員を捕えるためにホムスの工業地区でも戦闘が起き、市民に対する捜査や連行などが行われた。

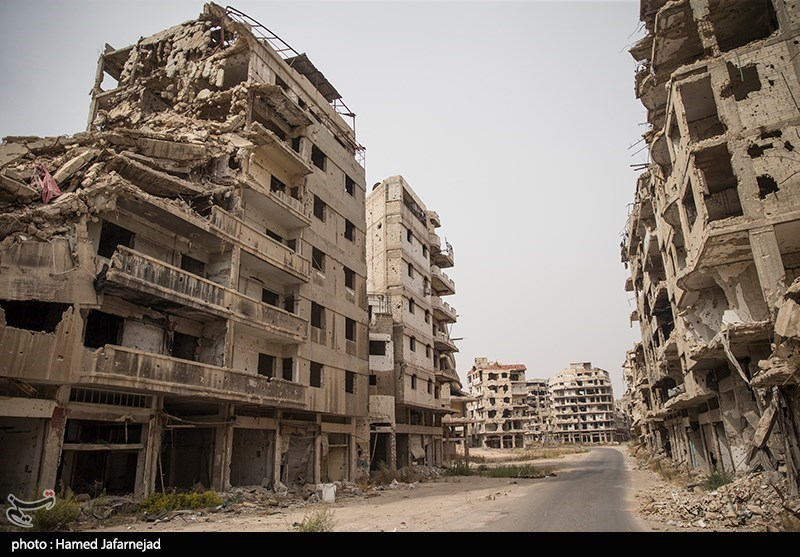
戦闘により破壊されたホムス市街（2018年）

2011年以降のシリア内戦時には、政府軍と反体制派による市街戦（ホムス包囲戦）が行われた。特に、激しい交戦状態に陥ったホムス旧市街では、2012年6月以降、赤新月社による避難誘導も満足な救援物資の輸送も行われないまま、一般市民およそ3000人が取り残される状態となり、国際的な関心事項となった。2014年に入り、地元の長老と聖職者との間で協議が行われ、2月7日から3日間の人道的停戦が実現。1年6ヶ月ぶりに旧市街地の住民に対する援助物資の供与と避難が開始された。その後、停戦期間は15日夜まで延長され、高齢者や婦女子を中心に約1400人が旧市街地から脱出した。その後、政府軍と反政府軍との間で和平交渉が断続的に行われ、同年5月9日までに反政府軍側が旧市街地からの撤退を完了。約2年間で2,200人が死亡した市街地戦に幕が下ろされた。2016年初頭には、内戦で破壊しつくされたホムスの町並みをドローンによって撮影した映像が公開されている。
2024年11月、シリアの反政府勢力は、政府軍に対して攻勢を開始。同年12月5日までに主要都市ハマーを支配下においたシャーム解放機構は、同月12月7日までにホムス郊外まで進出、翌8日には、市内を制圧したことを発表した。

## 人口・民族・宗教
ホムスは、シリアの他都市と同様、多様な宗教の人々からなる。スンニ派、アラウィー派、キリスト教などが人口の多くを占める。またアルメニア人や、パレスチナ人難民の多く住む地区もある。シリアの他都市と比べ、保守的ではなく寛容な都市とされる。2002年の人口は103万3000人とされているが、人口の推計には65万人から120万人まで大きな幅がある。1920年代は人口5万5000人でうち2万人がキリスト教徒、1960年代は人口17万人で郊外人口が30万人であった。

## 教育・文化
ホムスには公立の大学で、シリアで4番目に大きい大学でもあるアル＝バアス大学 (Al-Baath) がある。薬学部、工学部、文学部、理学部などのほか2年制の課程もある。また2004年に、30キロメートル西の近郊の町にドイツ・シリア大学 (German Syrian University) が開学した。
ホムスの料理のうち、キベ（kibbeh、肉団子）やBeitenjan mehshi（ナスの詰め物）、shakriah、halawet al-jubnなどがシリアでも有名である。
ホムス西部には二つの大きなスタジアムがあり、アル・カラーマSCとアル・ワスバSCの二つのスポーツクラブがホームをホムスに置いている。アル・カラーマはサッカーの強豪であり、シリアリーグ、シリアカップでの優勝のほかAFCチャンピオンズリーグにも何度も出場している。

## 経済

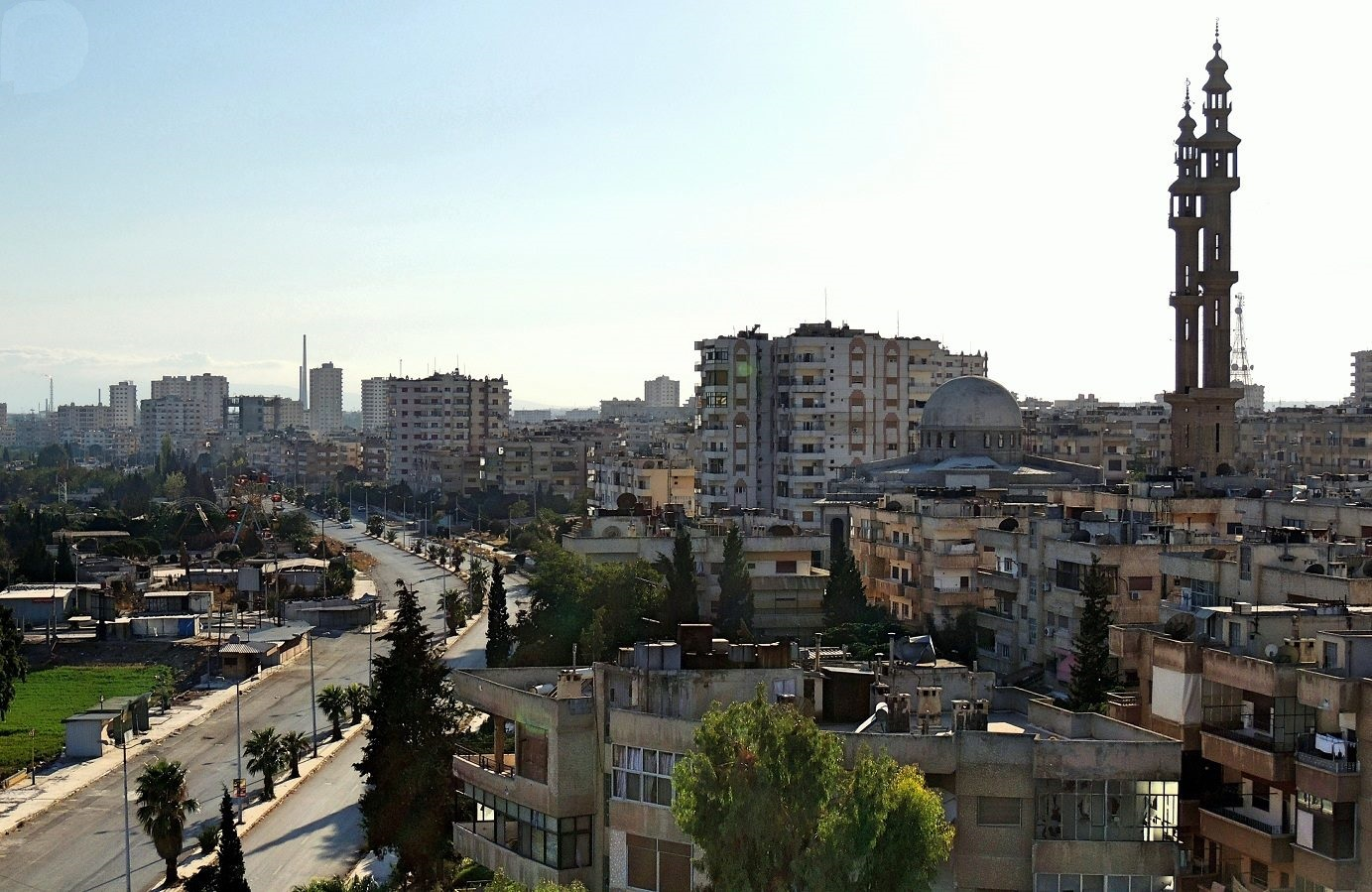
ホムスの街並み

ホムスは周囲の農村地帯の中心地として、農民に対する商品販売や農産物の集散で経済が成り立っている。また重工業を中心とした国営工場が立地し、なかでも市の西部にある製油所は大きい。市の東部には新しい製油所やリン酸肥料工場が建設されている。第二次世界大戦前、イラクのキルクークからホムス付近を横切って地中海側のトリポリ港に向かう石油パイプラインができており、原油を精製する工場がホムスに建設された。また20世紀後半に入りシリア領内のハサカやデリゾール付近でも油田が見つかり、ホムスにパイプラインで運ばれている。
近年は国や市の政府が私企業の振興に熱心で、多くの中小企業が市街の北西と南の産業地区に立地する。またブラジル資本の製糖工場やイラン資本（ホドロ社）の自動車工場など外資も誘致している。サービス業はまだ小規模なものが中心である。

## 観光

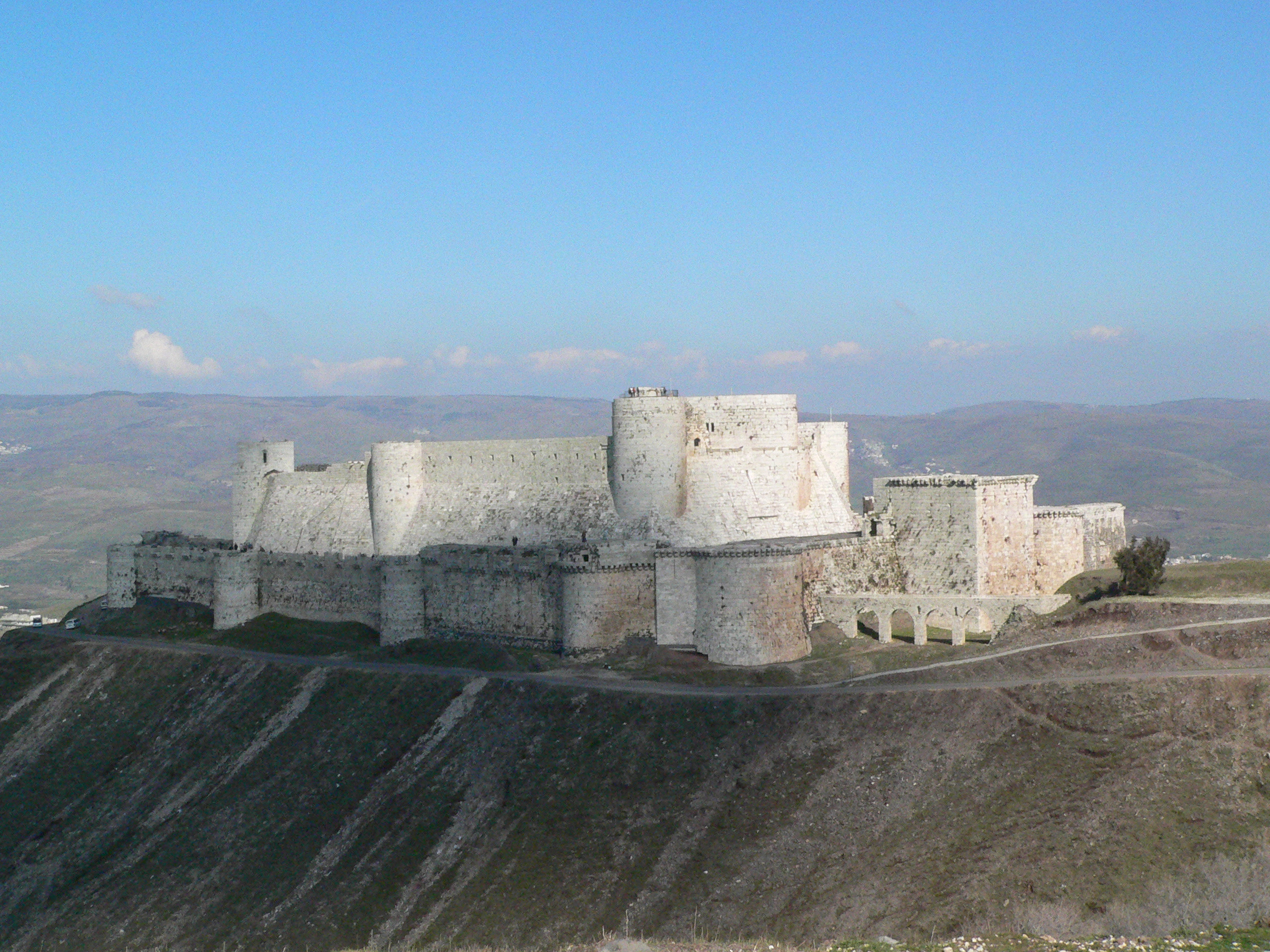
クラック・デ・シュヴァリエ

市内の観光地には、古くからのスーク（市場）のほか、伝統的なレストランやバー、ホムス博物館や歴史的住居を使った博物館（Museum of Traditions at the zahrawi Historical Residence）、数多くのモスク（中心部のハーリド・イブン＝アル＝ワリード・モスク Mosque of Khalid Ibn Al-Walid、アル＝ファデル・モスク Al Fadael Mosque、アル＝ヌーリ・モスク Al-Nouri mosqueなど）、シリア正教会の教会（ウム・アッ＝ゼンナール Um Al-Zennar、聖マリア教会）などがある。
ホムスから東のシリア砂漠にあるパルミラや、西の山中にある十字軍の城塞クラック・デ・シュヴァリエなど、シリアを代表する史跡への入口でもある。